# MindMeister

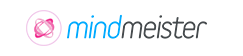
Логотип програми

MindMeister — це колаборативне програмне забезпечення для створення мап думок, яке дозволяє користувачам візуалізувати свої думки у хмарі.

## Розробники MindMeister
MindMeister [Архівовано 1 лютого 2016 у Wayback Machine.] була розроблена MeisterLabs GmbH, компанія, програмного забезпечення, заснованого  Michael Hollauf і до Vollmer з офісами в Мюнхені та Відні.
MindMeister дає можливість візуалізувати інформацію у вигляді мапи, а також забезпечує інструменти для полегшення співпраці в реальному часі, управління завданнями і створення презентацій.
За допомогою хмарного сховища, MindMeister дозволяє поширювати зміни у вигляді мап в режимі реального часу для всіх користувачів на всіх пристроях. мапи розуму можуть бути розділені як в приватному порядку з необмеженою кількістю користувачів і публічно. MindMeister використовує API, таких послуг, як Вікіпедія, Зв'язки Google і Google Images для їх WunderFeatures, які дозволяють користувачам автоматично вставляти зображення (WunderBild), посилання (WunderLink) і записки (WunderNotes) з Інтернету в їх мапи знань.
MindMeister вважається найкращим онлайн-сервісом для створення мап знань. Існують онлайн-версії і безкоштовні мобільні додатки для iPhone, IPad і Android, користувачі можуть створювати мапи думок у школі, вдома, в офісі і навіть на ходу. Побудова мап знань з MindMeister настільки проста, інтуїтивно зрозуміла, що будь-який від першокласника до директора може використовувати його для підвищення продуктивності і перетворити свої творчі ідеї в дії. MindMeister пропонує ряд потужних функцій, які дозволяють здійснювати користувачам мозковий штурм в Інтернеті, планувати проекти, розробляти бізнес-стратегії, створювати великі презентації.

## Переваги
- кілька людей можуть одночасно працювати над мапою.
- можна імпортувати мапи з інших розширень: Mind42.com (*. M42), Freemind (*. Mm), MindManager (*. Mmap; *. Xml).
- інтегрований пошук за зображеннями Google, Yahoo, Flickr, він можливий доступний, якщо натиснути на іконку для додавання зображення.

## Особливості MindMeister включають в себе
- потрібна реєстрація перед доступом до ресурсу;
- неможливо додавати зображення з файлів, тільки у вигляді посилання.

## Робота з MindMeister
Робота Mindmeister починається з того, що користувач вказує тему, центральну ідею для майбутнього мозкового штурму. Потім додаються гілки (кнопка Добавить). Щоб зробити розгалуження однієї гілки на декілька, її потрібно виділити (натиснувши мишкою) і знову натиснути.

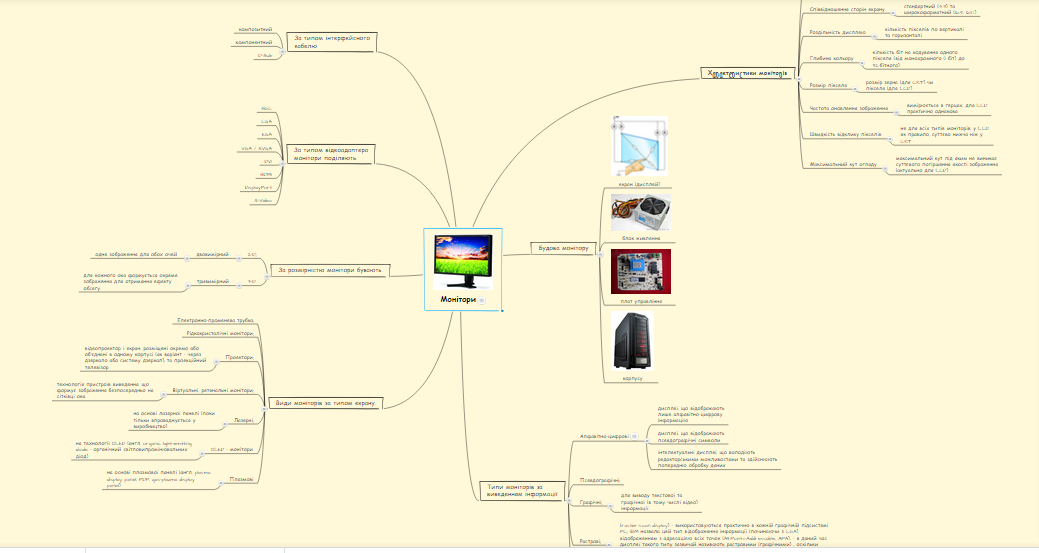
Приклад мапи створеної за допомогою програми Mindmeister

Для того, щоб поділитися своєю інтелект-мапою, ви можете висилати лист із запрошенням електронною поштою. Також можна надіслати спеціальну посилання на свою інтелект-мапу тому, кого хочете запросити.
Працювати з MindMeister дуже просто і зручно. Побудовані гілки можна перетягувати з одного краю в інший, видаляти, змінювати колір і додавати деякі піктограми. Для того, щоб побудовані мапи були точні, у розпорядженні користувача надані можливості по зміні масштабу (мапу можна зменшувати і збільшувати одним натисканням миші). Крім того, можна включати і відключати лінійку (як на креслярських аркушах).
Подібно сотням вже звичних Web 2.0-сервісів, MindMeister дозволяє надавати доступ до створеної мапи знань для спільної роботи з колегами, друзями. Відмінний спосіб для проведення мозкового штурму, якщо співробітники територіально роз'єднані.
На цьому можливості MindMeister не обмежуються. Сервіс [Архівовано 1 лютого 2016 у Wayback Machine.] автоматично зберігає внесення дані. Дані не будуть загублені. Також як і в ряді онлайн-текстових процесорах, MindMeister зберігає кілька версій і в будь-який момент ви можете повернутися до старої версії. Завершивши свою роботу над створенням мапи, її можна буде відразу роздрукувати або експортувати (список підтримуваних форматів: GIF, RTF, MM (FreeMind File) і MMAP (Mindjet MindManager). Крім того, створену мапу знань можна опублікувати у себе на сайті.
Відмінно підтримується робота з клавіатури. Традиційно в подібних сервісах активно доводиться працювати мишкою, тут же в арсеналі користувача великий набір гарячих клавіш. Так, наприклад, Ins дозволяє вставити нову ідею, + і — змінюють масштаб, F2 переводить в режим редагування тощо.

## Застосування MindMeister
MindMeister знаходять різне застосування.
Збирання ідей та мозковий штурм
мапи розуму добре підходять для збирання ідей та мозкового штурму, оскільки кожне ключове слово може мати асоціації з іншими. Завдяки таким асоціаціям можна створювати великі та розгалужені мапи розуму. На відміну від звичайного мозкового штурму, під час якого отримується множина невпорядкованих ідей, які згодом впорядковуються, застосування мап розуму сприяє утворенню мережевих структур від самого початку. мапи ідей можуть також бути документацією результатів мозкового штурму.
Структура текстів
мапи MindMeister можна застосовувати, для охоплення структури великих (або складних) текстів, оскільки вони дозволяють явно відмічати найголовніші елементи в тексті, але, завдяки докладним розгалуженням не втрачають зміст.
Керування мапою
Використання мап для управління знаннями є можливим, оскільки мапи MindMeister можуть докладно представляти знання завдяки глибоким відгалуженням. Також, ПЗ для роботи з мапами розуму дозволяє прив'язувати електронні документи, зображення, тощо до вершин дерева. Графічне відображення загальної структури мапи сприяє полегшенню доступу до інформації.